# トルデシリャス
トルデシリャス（スペイン語: Tordesillas）は、スペイン・カスティーリャ・イ・レオン州バリャドリッド県のムニシピオ（基礎自治体）。

## 地理
バリャドリッド県の県都バリャドリッドの南西25kmにある。ドゥエロ川沿岸にあるが、河口からトルデシリャスまで航行することはできない。トルデシリャスからは5方向に高速道（4車線）が伸びており、南東へ182km地点にマドリード、南西96km地点にはサラマンカがある。県都バリャドリッドとも高速道でつながっている。鉄道路線はサラマンカ、オウレンセ、マドリード、バリャドリッドとつながる。経済はサービス業（特に観光業）、周辺地域でとれる農産物が基盤となっている。 
トルデシリャスには良質なサービスの受けられるパラドールや、ペンションがある。キャンプ場もある。レストランも多い。町の北部には肥沃な谷が広がる。

## 歴史

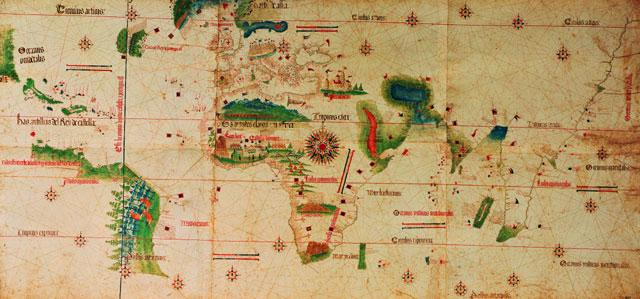
大航海時代のポルトガル領土を記したカンティコ世界地図。トルデシリャス条約による子午線がある

シエリャスの丘の上に、ローマ人の居住地トゥリス・シッラエ(Turris Sillae)が建設された。この場所は、レコンキスタの時代にはドゥエロ川流域の防御線上の防御物となった。1262年、アルフォンソ賢王はトルデシリャスにフエロ（特権）を授けた。1325年にアルフォンソ11世が宮殿建設を決めてから、町は王族と貴族がこぞって住む地となった。このために、15世紀の間、数度のコルテスが開催され続ける伝統が生まれた。エンリケ4世と貴族の小競り合いの間、トルデシリャスは王権を支持した。1476年に、カトリック両王とフアナ・ラ・ベルトラネーハの衝突が起きた時も同様であった。
1494年、カトリック両王が唱えたトルデシリャス条約がここで締結された。これは新大陸でのスペイン＝ポルトガル間の国境線を確定したものである。王権を支持してきた伝統にもかかわらず、コムネロスの反乱ではコムネロス側についた。指導者たちが、サンタ・クララ修道院に幽閉されているフアナ女王の仲裁を頼みに町を訪れたのである。最終的に、アロ伯率いる王軍がトルデシリャスを攻略した。トルデシリャスは経済発展で決定的な要素とみなされる通商路の交差点にあったが、王軍による攻略が長い衰退の始まりを決定づけた。

## みどころ

### サンタ・クララ修道院

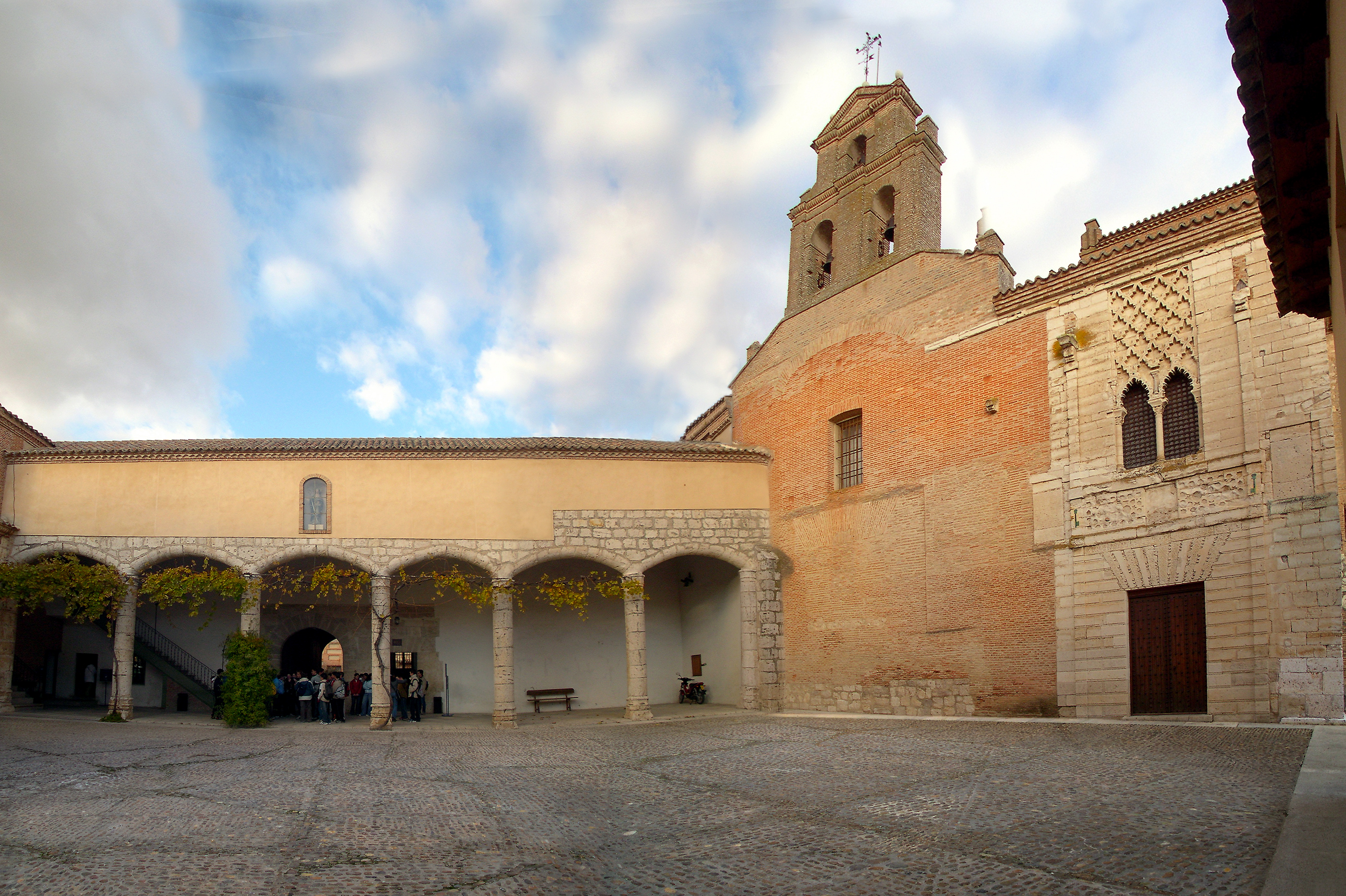
サンタ・クララ修道院

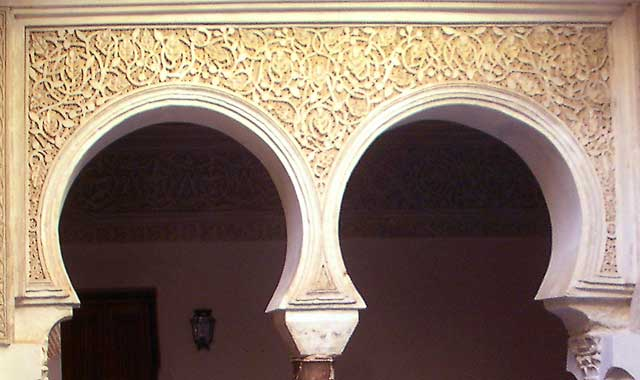
修道院の、ムデハル様式のアーチ

サンタ・クララ修道院は1344年にアルフォンソ11世が建てた宮殿を元としている。彼の嫡子ペドロ1世は宮殿を美しくして、1363年に王妃マリア・デ・パディーリャが生んだ娘たちのうち2人へ与えた。2人の王女たちは宮殿を修道院にしたが、王家の宮殿としての役割を保ち続けた。1353年、ペドロ1世の最初の王妃ブランカ・デ・ボルボーンは、当時愛妾であったマリア・デ・パディーリャを熱愛するペドロ1世によって捨てられた後、ここに預けられていたことがある。
サンタ・クララ修道院は、カトリック両王の長女で精神のバランスを崩した女王フアナとともにあった。1504年、フアナは母イサベル1世の後を継いでカスティーリャ女王となったが、1506年に夫フェリペ1世に先立たれてから彼女は死ぬまで修道院の一角に預けられていた。1509年から亡くなる1555年まで、フアナは修道院内に閉じこめられていたが、フアナの部屋がどこかはわかっていない。1つの部屋に、フアナの小さなクラヴィコードが保存されている。

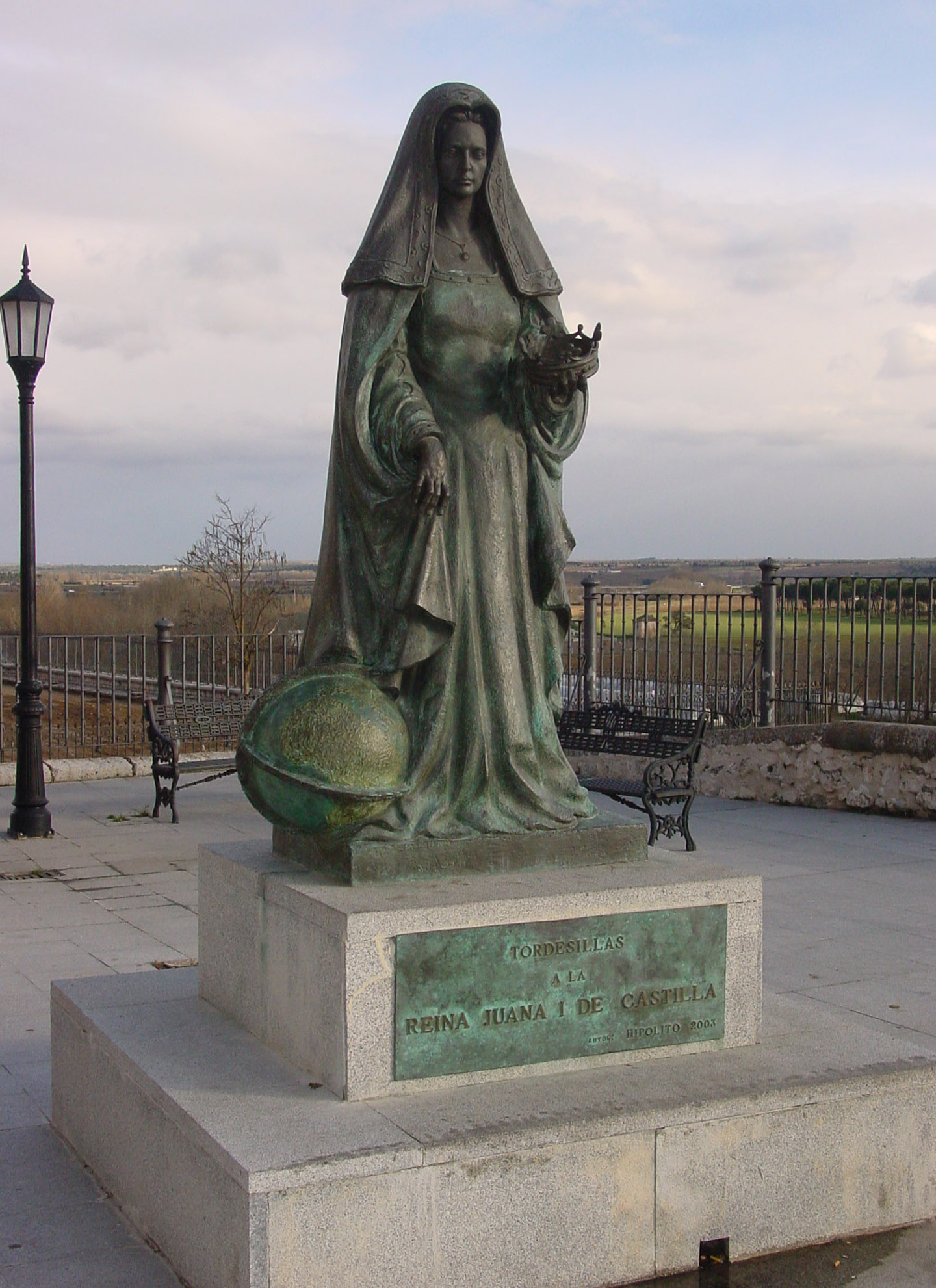
トルデシリャスにあるフアナ女王像

1517年にスペインへ到着したフアナの長男カルロス1世は、トルデシリャスの母フアナの元を訪れた。9月、カルロスはアストゥリアス沿岸に上陸し、6週間かけて側近を引き連れトルデシリャスへ到着した。少なくとも理論上、フアナが女王であることは事実であった。彼女の死まで、その存在は少なくともカルロスを不安にさせていたからである。ユステ修道院において彼の大臣たちは、1556年にカルロスが退位した際、いまだフアナの喪に服して黒衣をまとっていたのである。
ペドロ1世のムデハル職人らは、彼らがセビリアのアルカサルで行った仕事と同様、さらに小さなサンタ・クララ修道院に魔法のような美を残した。ファサード、かわいらしい小さなパティオ（中庭）、礼拝堂、浴場が、修道院に併設されたペドロ1世の宮殿に残っている。特に優れたムデハルの戸口を持つ、かつての出入り口は現在塗り込められている。

### プラサ・マヨールと教会
プラサ・マヨールは、17世紀に建てられたポルチコに囲まれている。近接するサンタ・マリア教会は16世紀から18世紀に建てられた。教会内には記念的なバロック様式祭器保管室がある。他に、サン・フアン教会、サン・アントリーン教会、サン・ペドロ・イ・サンティアゴ教会がある。その他にカルメロ修道院とサン・フランシスコ修道院がある。
どっしりとしたサン・アントリーン教会は15世紀の建築であり、現在は内部が宗教芸術を収めた美術館となっている。広い教会には単独の本堂がある。最も顕著なものは、壮麗なアルデレテ礼拝堂で、サンティアゴ騎士団の司令官であったペドロ・アルデレテの石膏でできた墓が含まれている。

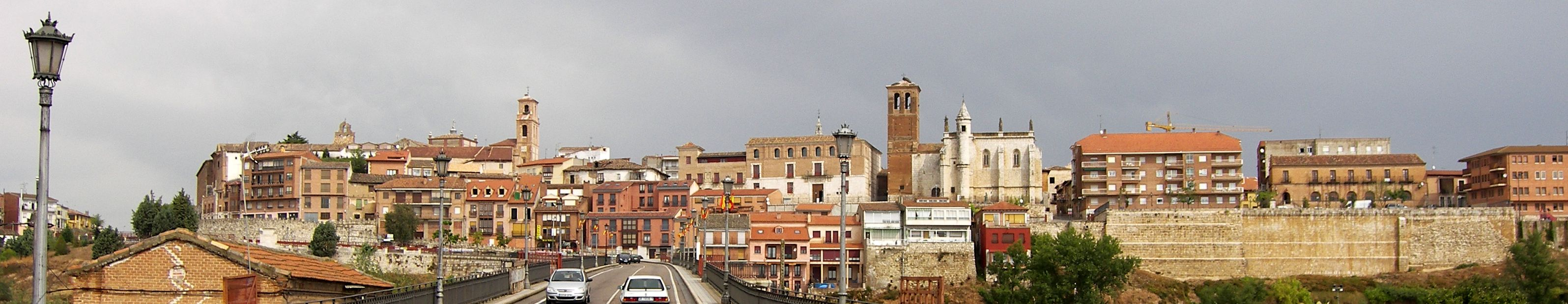
川から見たトルデシリャス

## 祝祭

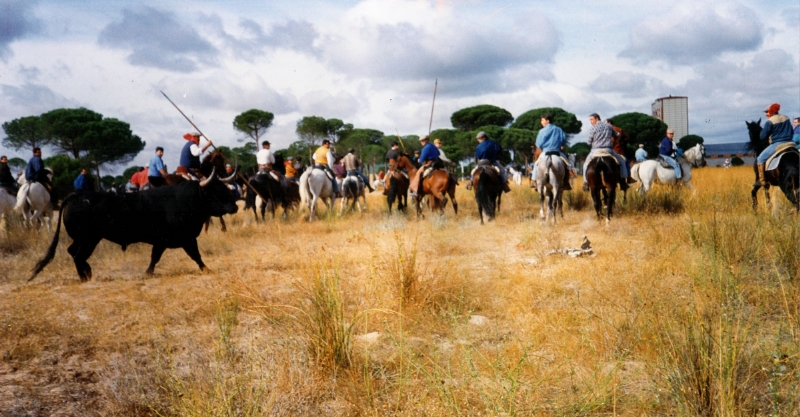
1993年に行われたラ・ベーガの闘牛

中世から行われているトルデシリャスの祝祭はスペインで最も知られた祝祭の一つである。トルデシリャスの祝祭はペーニャの聖母を讃え、9月の第2週に開催される。祝祭のメインは木曜日で、有名な「ラ・ベーガの闘牛」が行われる。闘牛は橋を渡って走るようにけしかけられ、そこで人々が牛に槍を投げる。中世のやり方での槍は、33cmの長さがあり先端がとがっている。これは牛のどの部分も狙っていいことになっている。橋を渡る前に、牛は槍でのみ傷つけていいことになっている。川の対岸では、牛が致命傷を負わされてもいいことになっている。馬に乗った者と歩行者らは槍で武装し、牛を待ち受け、牛を殺すまでは立ち止まってはいけないのだ。牛はその後死んでしまう（常にたちまち死ぬとは限らない）。ある時には、牛は目を一刺しされても一時間持ちこたえた。
この行事はトルデシリャス市議会によって制定された規則に従って行われる。これは、動物が非制限区域外に到達する前に殺すことを禁止し、どのような自動車もバイクの使用も禁止している。市議会は勝者に金メダルと鉄細工の槍を与えて讃える。

## 姉妹都市
- アジュマウ（フランス語版）、フランス